# Opo
Pour les articles homonymes, voir OPO.
L'opo (ou opuuo, opo-shita) est une langue nilo-saharienne de la branche des langues komanes parlée à l'Ouest de la ville de Gambela, en Éthiopie, ainsi qu'au Soudan.
Les Opo nomment leur langue « t’a-apo », qui signifie « bouche des Opo ».

## Classification
L'opo est une langue nilo-saharienne classée dans la branche des langues komanes, parfois incluses, avec le gumuz, dans un ensemble dénommé « komuz ».

## Phonologie
Les tableaux présentent les voyelles et les consonnes de l'opo.

### Voyelles
|         | Antérieure | Centrale | Postérieure |
| ------- | ---------- | -------- | ----------- |
| Fermée  | i [i]      |          | u [u]       |
| Moyenne | e [e]      |          | o [o]       |
| Ouverte |            | a [a]    |             |

### Consonnes
|              |              | Labiales | Alvéolaires | Latérales | Dorsales | Dorsales | Glottales |
| ------------ | ------------ | -------- | ----------- | --------- | -------- | -------- | --------- |
| Palatales    | Vélaires     | Labiales | Alvéolaires | Latérales |          |          | Glottales |
| Occlusives   | Sourde       | p [p]    | t [t]       |           |          | k [k]    | ʾ [ʔ]     |
| Occlusives   | Sonore       | b [b]    | d [d]       |           |          | g [g]    |           |
| Occlusives   | Éjective     | p’ [p’]  | t’ [t’]     |           |          | k’ [k’]  |           |
| Fricative    | Fricative    | f [f]    | s [s]       |           | š [ʃ]    |          | h [h]     |
| Affriquée    | Sourde       |          |             |           | c [t͡ʃ]   |          |           |
| Affriquée    | Sonore       |          |             |           | j [d͡ʒ]   |          |           |
| Affriquée    | Éjective     |          |             |           | c’ [t͡ʃ’] |          |           |
| Nasale       | Nasale       | m [m]    | n [n]       |           |          |          |           |
| liquide      | liquide      |          | r [r]       | l [l]     |          |          |           |
| Semi-voyelle | Semi-voyelle | w [w]    |             |           | y [j]    |          |           |

Les phonèmes [ɓ], [ɗ] et [h] ne se rencontrent qu'à l'initiale des mots.

### Unelangue tonale
L'opo est probablement une langue à tons.

## Sources
- (en) Bender, Lionel, Proto-Koman Phonology and Lexicon, Afrika und Übersee, Band LXVI, pp. 259-297, 1983.